# Fafa Sanyang

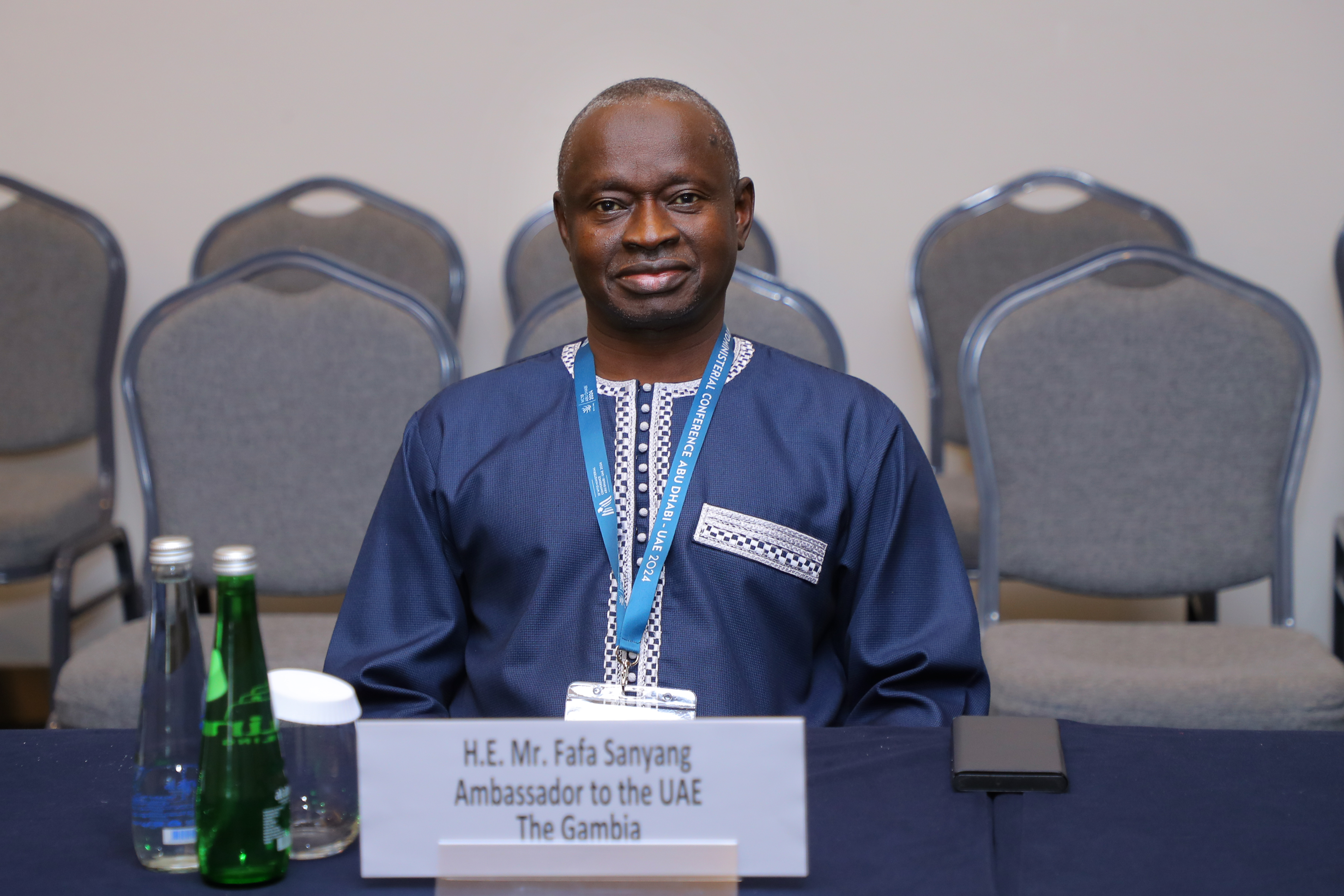
Fafa Sanyang, 2024

Fafa Sanyang (* 20. Jahrhundert) ist ein Politiker im westafrikanischen Staat Gambia. Von April 2017 bis Mai 2022 war er Minister für Erdöl und Energie (Minister of Petroleum and Energy) im Kabinett Adama Barrow.

## Leben
An der der Universität von Sierra Leone erwarb Sanyang den Bachelor of Science (BSc) in Geologie und 1997 den Master of Science (MSc) in Marine Management an der Dalhousie University, Kanada. Einen weiteren Master erwarb er in Ingenieurgeologie an der Universität Leeds, Vereinigtes Königreich.
Sanyang war seit 1993 Direktor des geologischen Departments und war anschließend ab 2006 im gambischen Erdölministerium als Kommissar für Erdöl tätig. Mitte 2016 wurden er und eine Reihe weitere hochrangige Ministeriumsmitarbeiter der Korruption verdächtigt.
Am 10. April 2017 wurde Sanyang als Minister für Erdöl und Energie ins Kabinett von Präsident Adama Barrow berufen, nachdem das Ressort seit seinem Amtsantritt Ende Januar unbesetzt war. Am 14. April wurde im Amt vereidigt. Er schied im Zuge der Kabinettsneubildung nach der erneuten Wahl Barrows aus dem Kabinett aus. Sein Nachfolger ist seit dem 4. Mai 2022 Abdoulie Jobe.
Im Juni 2022 wurde er zum Botschafter Gambias in den Vereinigten Arabischen Emiraten in Abu Dhabi ernannt.
Er ist Mitglied der Geological Society of London und der Geological Society of Africa.